# Yoshi Sudarso
Yoshi Sudarso  est un acteur, mannequin, cascadeur et créateur de contenu d'ascendance sino-indonésienne vivant aux États-Unis ,. Yoshi a joué dans plusieurs films aux États-Unis, tels que Power Rangers et NCIS : Los Angeles.

## Biographie
Yoshi est né dans la ville de Surabaya de parents indonésiens d'origine chinoise et est le deuxième de trois enfants. Sa famille a déménagé à Cerritos, en Californie, alors qu'il avait neuf ans. Il a étudié à Université d'État de Californie. Yoshi voulait initialement poursuivre une carrière d'expert-comptable avant de finalement choisir de devenir acteur. Yoshi a un frère aîné nommé Christian Sudarso et un frère cadet nommé Peter Sudarso, qui travaillent également comme acteurs et mannequins.
Yoshi a joué le rôle principal dans le film de genre western spaghetti réalisé par Mike Wiluan intitulé Buffalo Boys, ce film est le premier projet dans son pays d'origine. Le film a été soumis par le Gouvernement de Singapour pour concourir aux Oscars dans la catégorie Meilleur film étranger